# Чугтаи, Абдур Рахман
Абдур Рахман Чугтаи (англ. Abdur Rahman Chughtai, урду عبد الرحمٰن چغتائی‎ ; 21 сентября 1894, Лахор, Британская Индия - 17 января 1975, Лахор, Пакистан) – пакистанский художник и интеллектуал. Национальный художник Пакистана.
В 1920-е годы создал большие акварели в модифицированном стиле бенгальской школы. К 1940-м годам его стиль живописи находился под влиянием архитектуры Великих Моголов, исламской каллиграфии, миниатюрной живописи и арт–нуво, а его разнообразная тематика включала героев и героинь из исламской истории, королей и королев Великих Моголов, а также сюжеты из пенджаби, персидского и индо-индийского языков, исламские легенды и сказки. После 1947 года стал известен как национальный художник Пакистана.
Считается «первым значительным современным художником-мусульманином Пакистана».

## Галерея

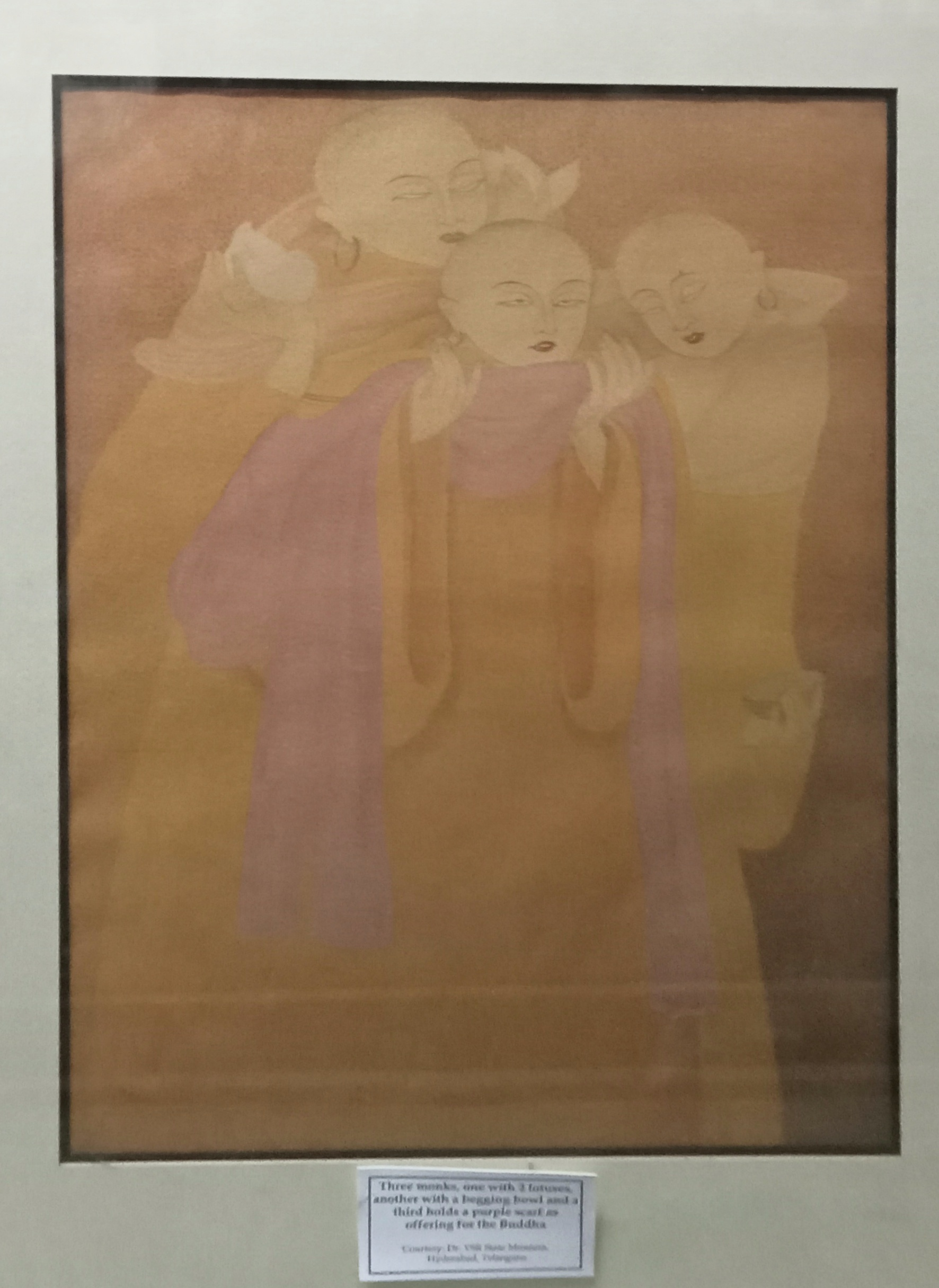
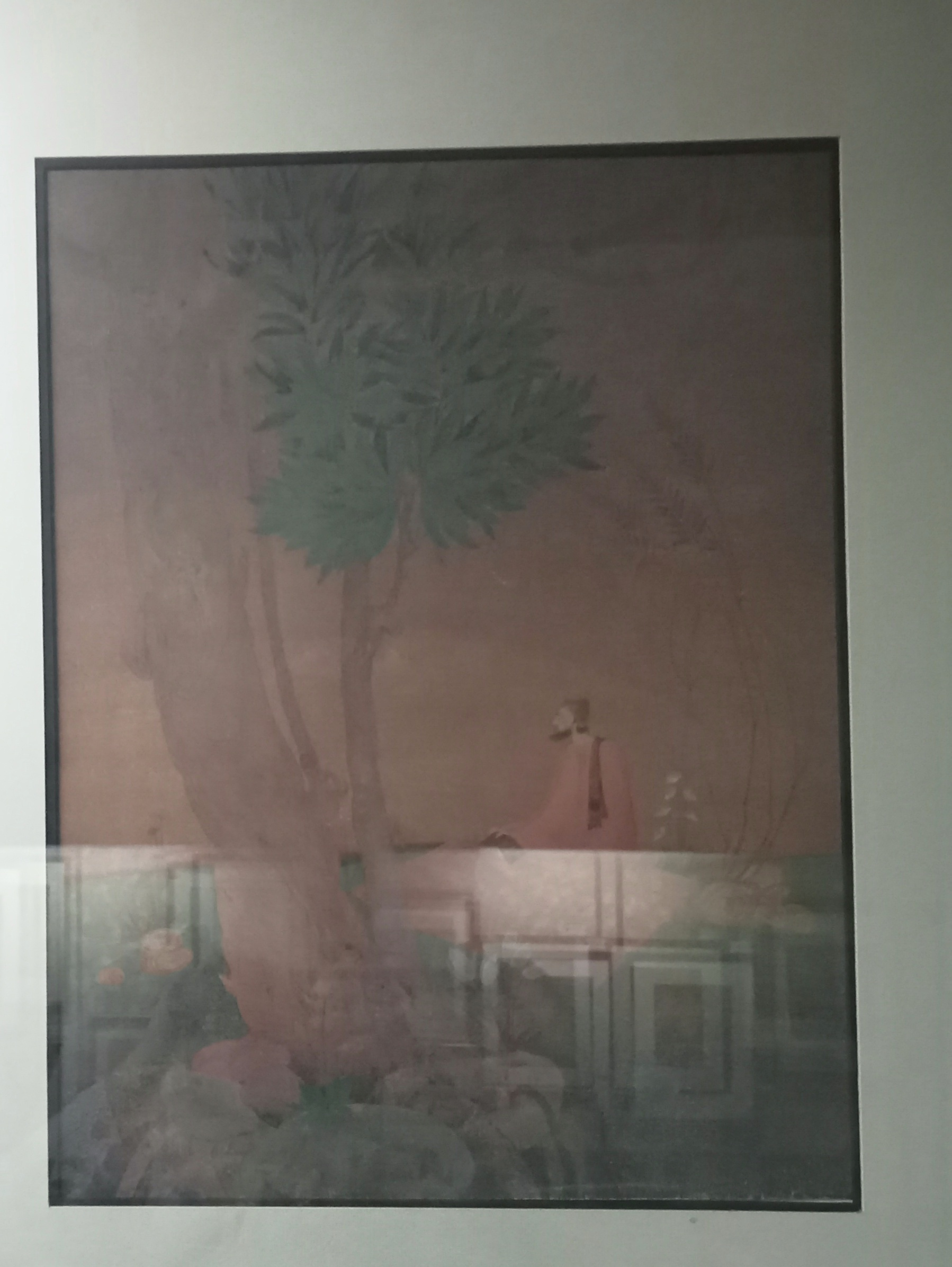
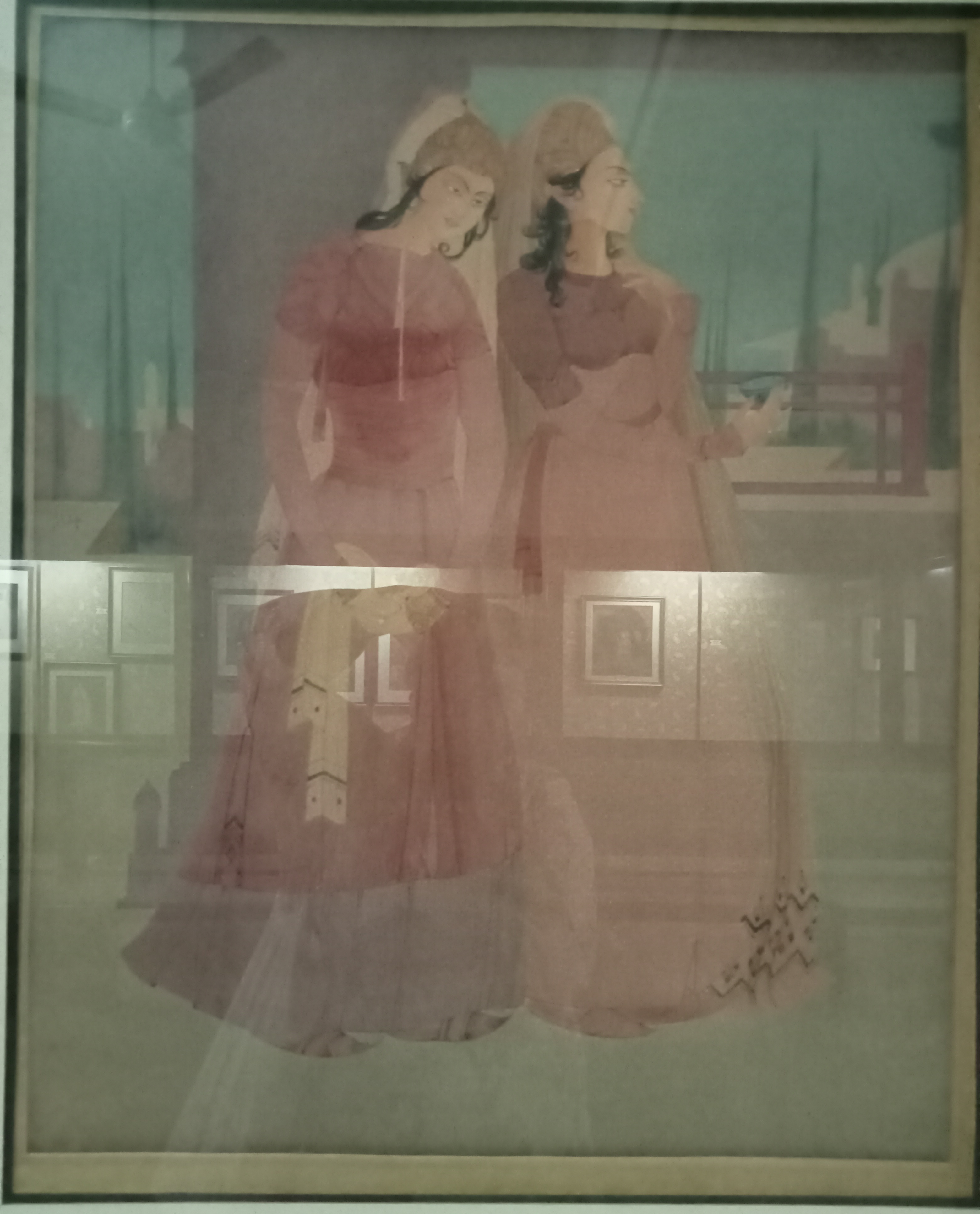
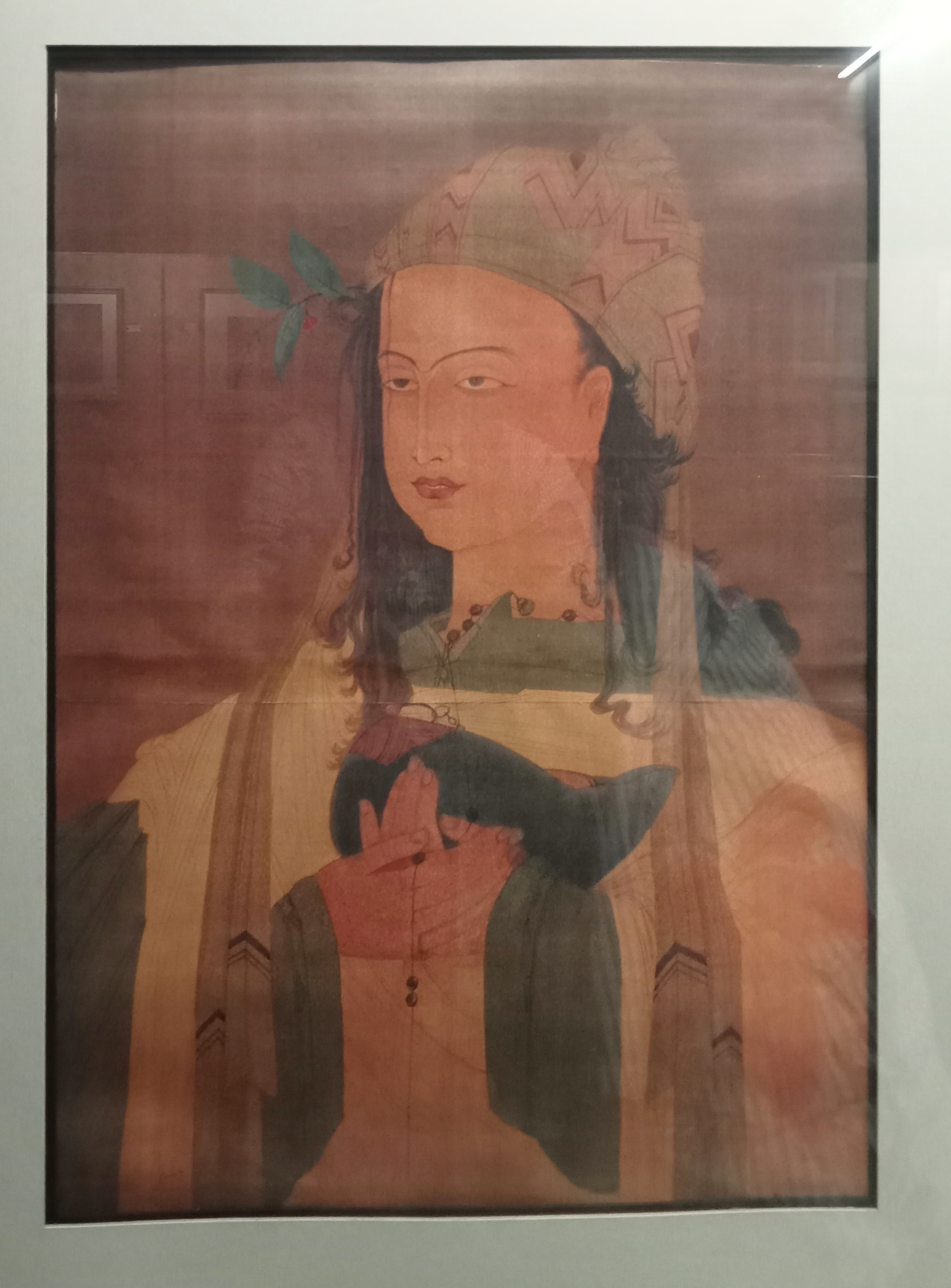
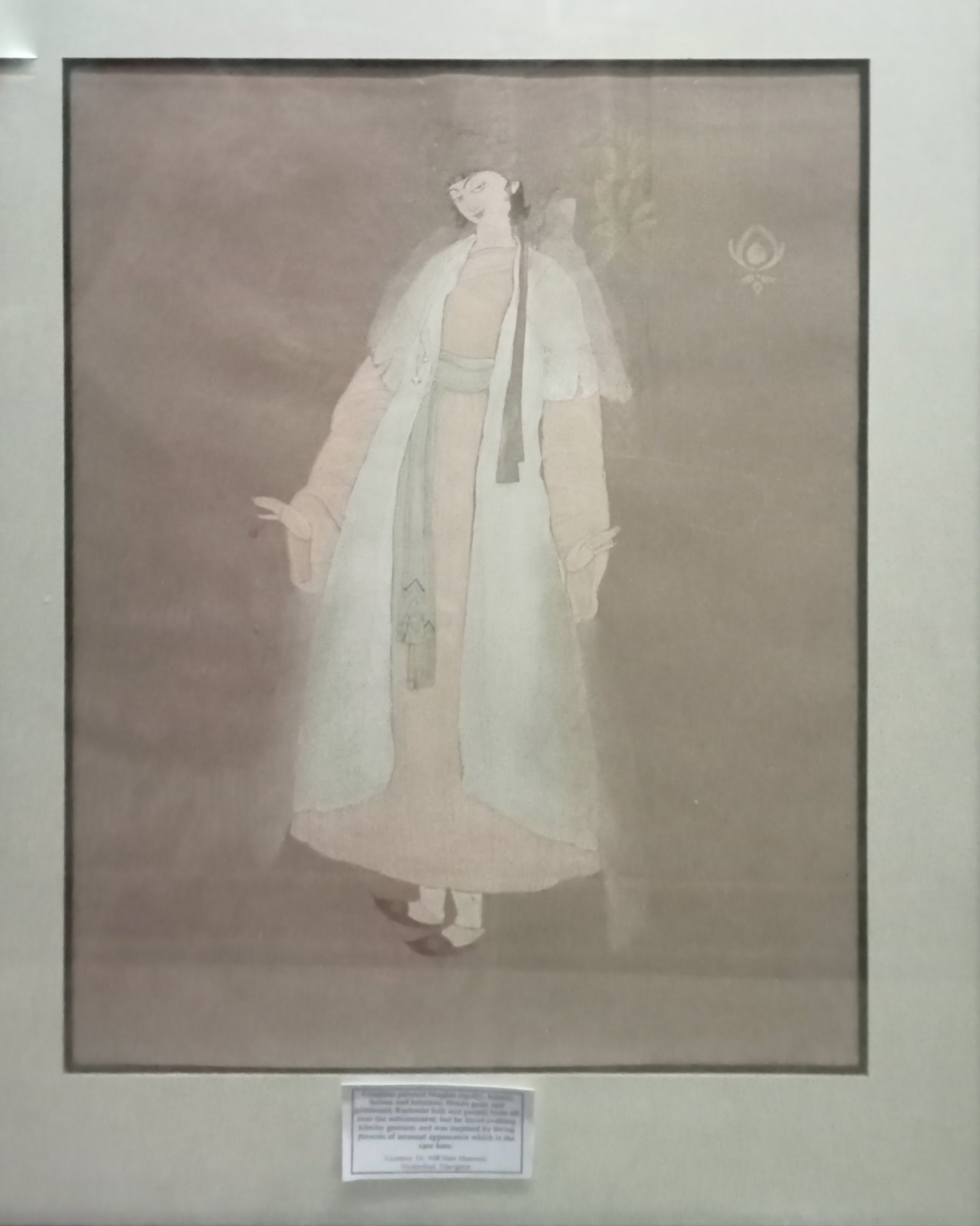
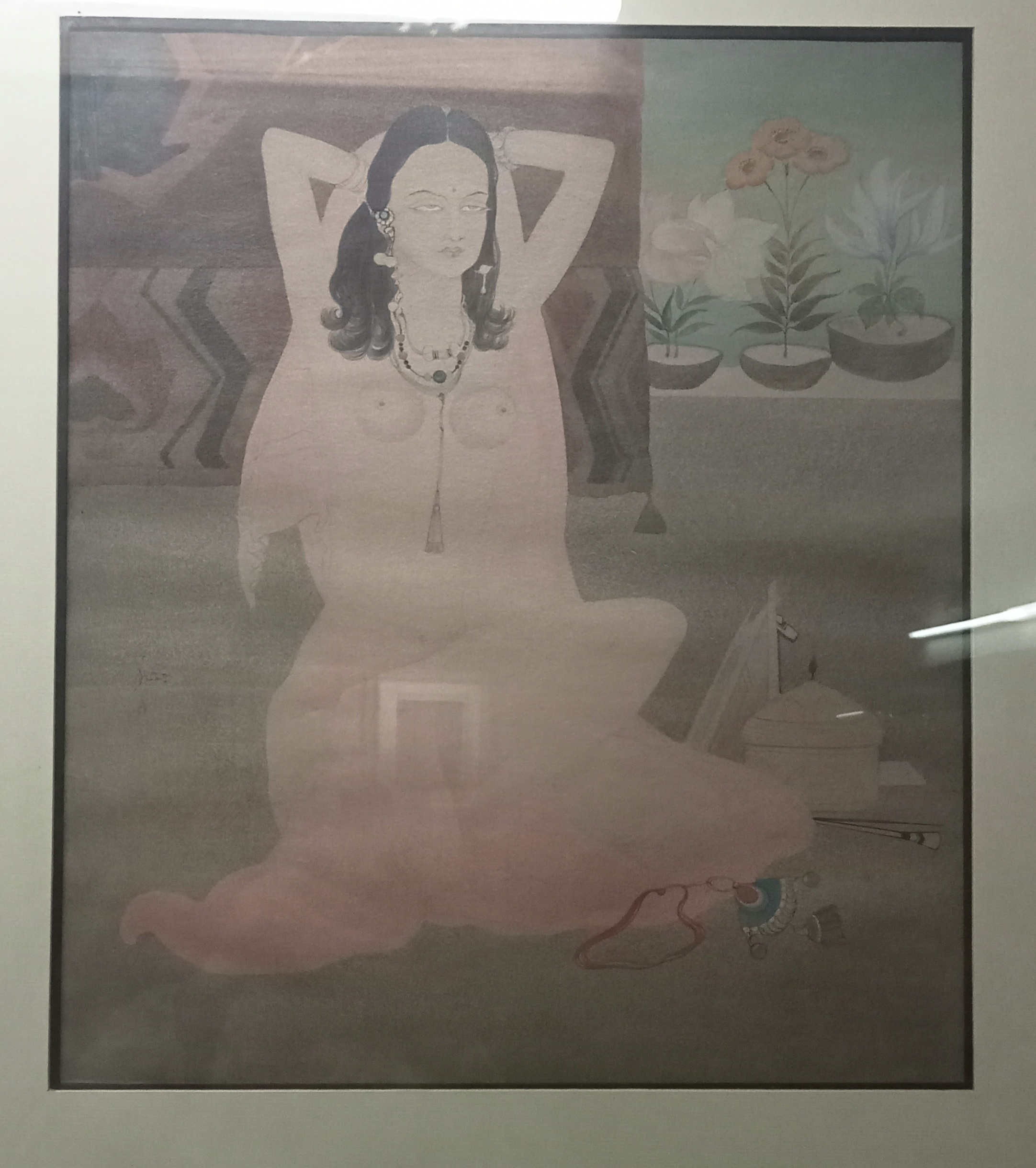
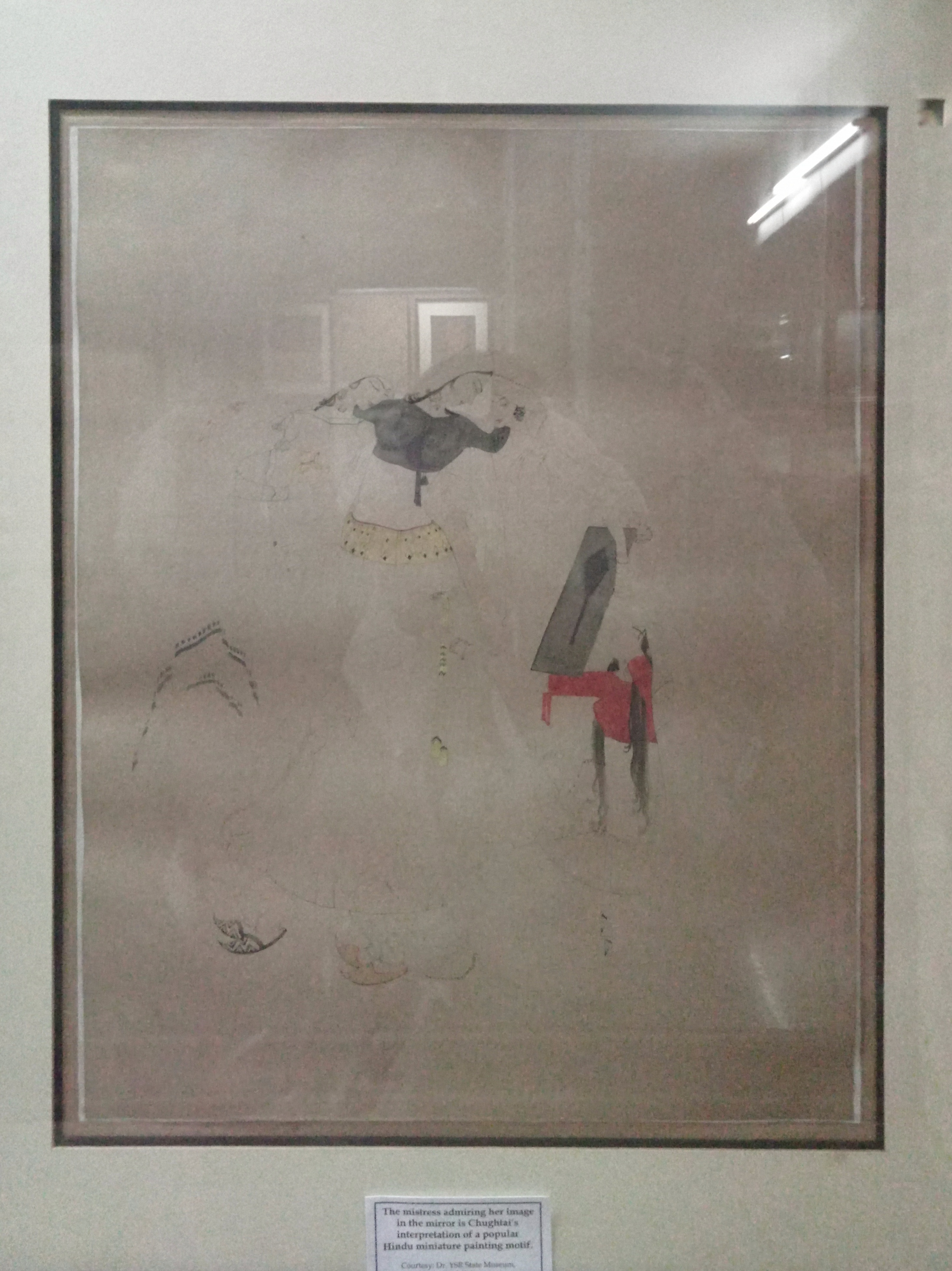
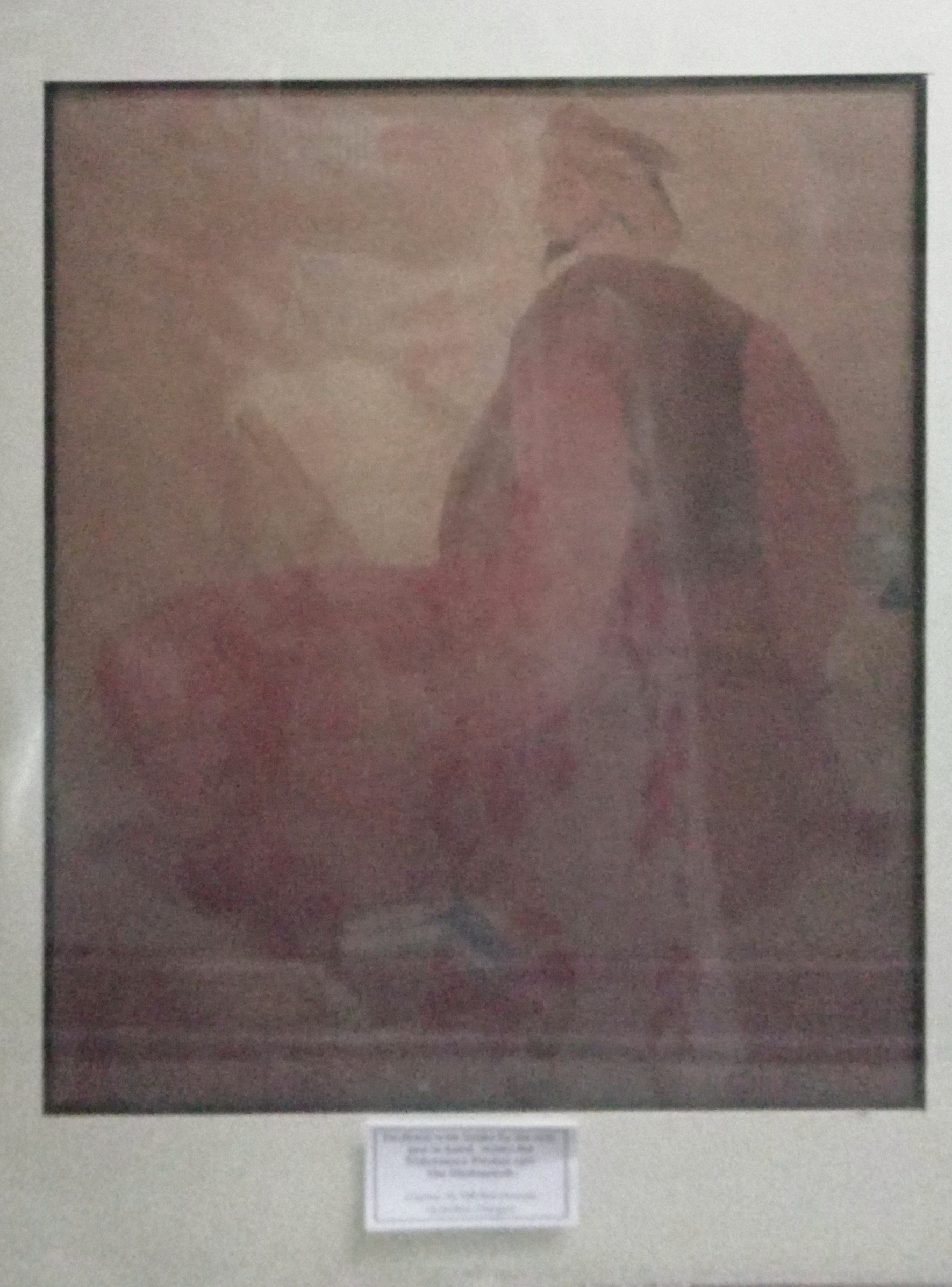

## Награды
- В 1934 году власти Британской империи присвоили ему титул Хан Бахадур.
- В 1960 году – премия Пакистана Hilal-i-Imtiaz (Хилал-и-Имтиаз).
- Премия Pride of Performance Awards (1958)